# Partição de Bengala (1905)

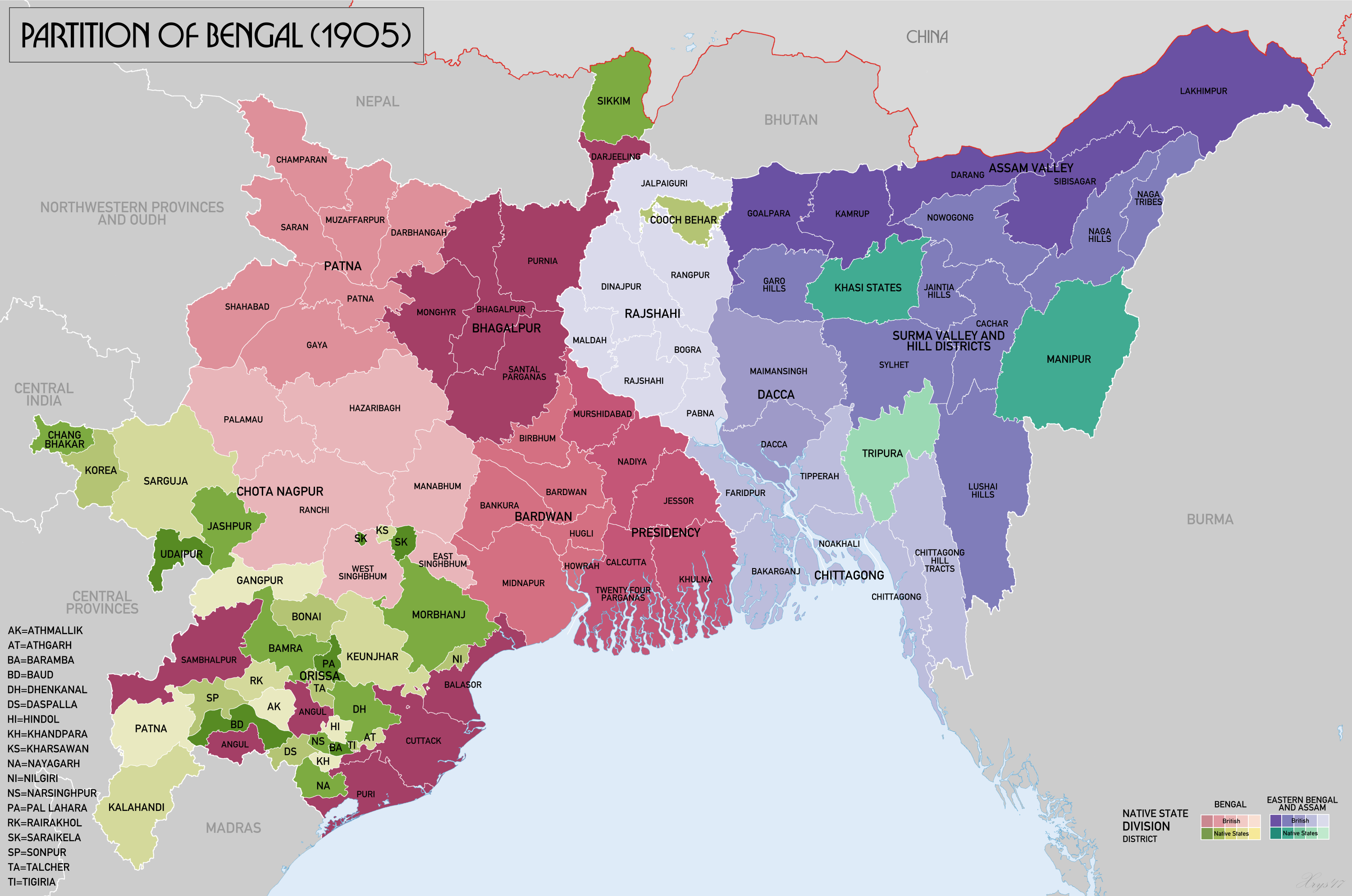
Mapa mostrando a divisão de Bengala na província de Bengala e na província de Bengala Oriental e Assam em 1905

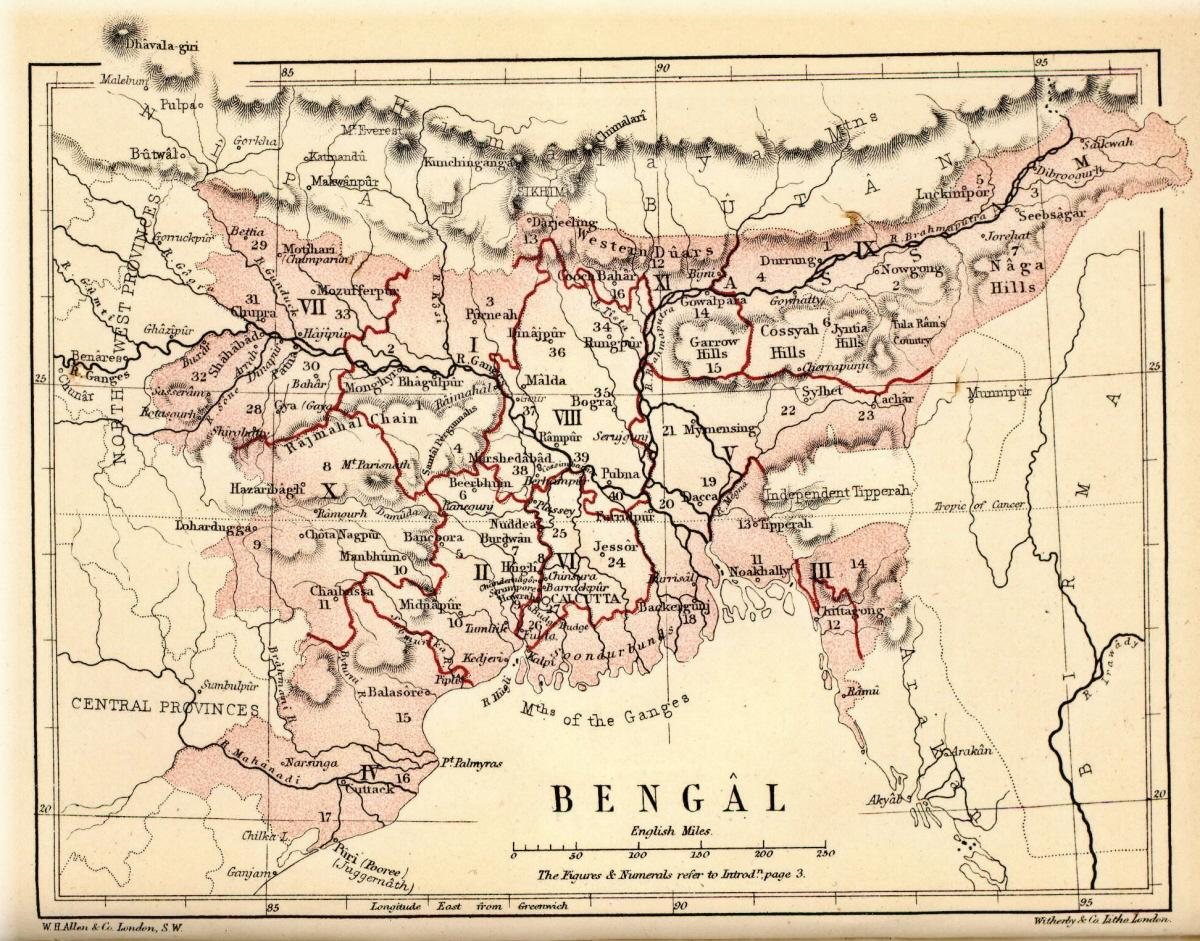
Mapa mostrando a nação moderna de Bangladesh e os estados indianos de Bihar, Jharkhand, Orissa, Assam, Meghalaya, Arunachal Pradesh e partes de Nagaland e Manipur dentro da província antes da divisão em Bihar e Orissa e Bengala Oriental e Assam

A Partição de Bengala, em 1905, foi feita em 16 de Outubro pelo então vice-rei da Índia, Lorde Curzon. Entretanto, devido ao alto nível de agitação política gerada pela partição, as partes orientais e ocidentais de Bengala seriam  reunidas em 1911.
A decisão de efetuar a partição de Bengala foi anunciada em 19 de julho de 1905 pelo vice-rei da Índia, Curzon. A partição ocorreu em 16 de outubro de 1905 e separou as áreas orientais, majoritariamente muçulmanas, das áreas ocidentais de maioria hindu. Os hindus de Bengala Ocidental, que dominavam os negócios e a vida rural de Bengala, queixaram-se de que a divisão os tornaria uma minoria numa província que incorporaria a província de Bihar e Orissa. Os hindus ficaram indignados com o que consideraram uma política de "dividir para reinar", embora Curzon tenha enfatizado que a medida produziria eficiência administrativa. A partição animou os muçulmanos a formar sua própria organização nacional em linhas comunitárias. A fim de apaziguar o sentimento bengali, Bengala foi reunida por Lord Hardinge em 1911, em resposta aos tumultos do Movimento Swadeshi em protesto contra a política e a crença crescente entre os hindus de que o leste de Bengala teria seus próprios tribunais e políticas.